# Ilie Cebanu
Ilie Pavel Cebanu (29 de desembre de 1986, Chișinău) és un futbolista moldau que des del 2010 juga de porter pel FK Rubin Kazan.

## Palmarès
- Młoda Ekstraklasa: 2007-08 amb el Wisła Kraków (ME)
- Lliga polonesa de futbol: 2007-08 amb el Wisła Kraków

## Estadístiques[a]
| Club                 | Temporada    | Lliga        | Lliga Domèstica | Lliga Domèstica | Copes Domèstiques | Copes Domèstiques | Copes Europees | Copes Europees | Total      | Total |
| Club                 | Temporada    | Lliga        | Aparicions      | Gols            | Aparicions        | Gols              | Aparicions     | Gols           | Aparicions | Gols  |
| -------------------- | ------------ | ------------ | --------------- | --------------- | ----------------- | ----------------- | -------------- | -------------- | ---------- | ----- |
| Kapfenberger SV      | 2006-2007    | Erste Liga   | 1               | 0               |                   |                   | –              | –              | 1          | 0     |
| SVA Kindberg (cedit) | 2006-2007    | Landesliga   | 8               | 0               | –                 | –                 | –              | –              | 8          | 0     |
| Wisła Kraków         | 2007-2008    | Ekstraklasa  | 1               | 0               | 1                 | 0                 | –              | –              | 2          | 0     |
| Wisła Kraków         | 2008-2009    | Ekstraklasa  | 0               | 0               | 1                 | 0                 | 0              | 0              | 1          | 0     |
| Wisła Kraków         | 2009-2010    | Ekstraklasa  | 5               | 0               | 2                 | 0                 | 0              | 0              | 7          | 0     |
| Total                | Wisła Kraków | Wisła Kraków | 6               | 0               | 4                 | 0                 | 0              | 0              | 10         | 0     |